# Spinanapis
Genre
Spinanapis est un genre d'araignées aranéomorphes de la famille des Anapidae.

## Distribution
Les espèces de ce genre sont endémiques du Queensland en Australie.

## Liste des espèces
Selon World Spider Catalog (version 16.0, 14/07/2015) :
- Spinanapis darlingtoni (Forster, 1959)
- Spinanapis frere Platnick & Forster, 1989
- Spinanapis julatten Platnick & Forster, 1989
- Spinanapis ker Platnick & Forster, 1989
- Spinanapis lewis Platnick & Forster, 1989
- Spinanapis monteithi Platnick & Forster, 1989
- Spinanapis thompsoni Platnick & Forster, 1989
- Spinanapis thornton Platnick & Forster, 1989
- Spinanapis yeatesi Platnick & Forster, 1989

## Publication originale
- Platnick & Forster, 1989 : A revision of the temperate South American and Australasian spiders of the family Anapidae (Araneae, Araneoidea). Bulletin of the American Museum of Natural History, no 190, p. 1-139 (texte intégral).